# Cesare Matteini
Cesare Matteini (Firenze, 18 gennaio 1921 – 19 novembre 2013) è stato un politico italiano.

## Biografia
Esponente della Democrazia Cristiana, tra il 1956 e il 1970 ricoprì più volte la carica di assessore comunale a Firenze.
Alle politiche del 1968 si candidò senza successo alla Camera, presentandosi nel collegio di Firenze (15.276 preferenze); fu invece eletto alle politiche del 1972, in cui ottenne 24.895 preferenze.
Non riconfermato alle politiche del 1976 (16.486 preferenze), alle elezioni regionali toscane del 1980 fu eletto consigliere, carica che mantenne fino al 1985.